# Khadi (tkanina)
Khadi je jeden z druhů tkanin vyráběných na ručním stavu z ručně předené příze.
Označení khadi se používalo pro hrubé bavlněné tkaniny v Indii, Pákistánu a v Bangladéši už od začátku kultivace bavlníku v údobí Harappské kultury (asi od 3. tisíciletí před n. l.). Výraz je pravděpodobně odvozen od slova kanduva z telugštiny, jihoindického jazyka, kde znamená svrchní oděv.
V roce 2019 byla v Indii zaznamenána rekordní výroba 171 milionů m² khadi (asi 0,3 % ze všech indických tkanin). 80 % bylo z bavlny a cca po 10 % z vlněné a z hedvábné příze.

## Z historie khadi

### Gándhího khadi
V prvních letech 20. století vzniklo v Indii hnutí odporu Swadeshi jako reakce na britskou koloniální politiku, která přivedla indickou textilní výrobu na hranici úpadku. Hnutí inspirovalo Maháthma Gándhího k pokusu vyvinout systém k náhradě importovaného britského zboží rukodělnou výrobou ve vesnických dílnách. V roce 1918 přišel s tkaninou zhotovenou z bavlněné příze předené vlastníma rukama na (vylepšeném) kolovratu jako doklad k tomu, že se dá poměrně snadno zavést taková výroba na mnoha vesnicích a zboží prodat na indickém trhu. Navrhovaný systém nazval (podle označení tkaniny) khadi. V roce 1921 se mu podařilo sehnat během 3 měsíců ve sbírce 10 miliard rupií k podpoře zavedení kolovratů charkhas ve 2 milionech domácnostech. V roce 1922 prosadil Gándhí u Indického národního kongresu založení instituce All India Khadi Board (AIKB) a později All India Spinner Association (AISA), které měly projekt organizovat.
V letech 1924–1928 byla zaznamenána průměrná roční produkce asi 6 milionů m² khadi.
V roce 1929 vyhlásil AIKB soutěž na zlepšení kolovratu s možnou odměnou 7000 £. Přihlásila se sice řada nových konstrukcí, ale ani do 5 let nesplnila žádná z nich požadované podmínky, především výkon přístroje zůstával daleko pod požadovanými 700 g příze za 8 hodin.

### Khadi Science (teorie khadi)
Ve 30. letech vyráběli ruční tkalci průměrně asi 12 milionů m² khadi. Od roku 1937 byla výroba zčásti subvencována některými provinčními vládami.
Gándhí začal ve 30. letech formulovat teorii khadi (khadi science), která se zakládala na principu soběstačnosti venkovských řemeslníků při využití vědecky vypracované technologie ruční výroby příze a tkanin. Jeho příznivci argumentovali např. s tím, z (převážně) krátkovlákné indické bavlny se dá vyrobit kvalitní trvanlivá tkanina jen když se vlákna šetrně zpracovávají lidskými prsty nebo ručními nástroji. Ve 40. letech byla vyvinuta ručně ovládaná zařízení na výrobu příze z nevyzrněné a neslisované bavlny ručním mykáním a dopřádáním na kolovratu.
Gándhí navrhoval změnu systému hospodaření s khadi: Podřízení výrobců instituci AISA (od které dostávali ročně 40 miliard rupií) zrušit a vyrábět z větší části jen pro vlastní potřebu a případně na výměnu s vesničany v blízkém okolí. Později měly tento systém převzít všechny sektory ekonomiky na indickém venkově. Podrobnosti o realizaci tohoto plánu nejsou z dostupné literatury známé. Jisté je jen, že (částečně pod vlivem 2. světové války) v roce 1943 byla aktivní jen asi 1/3 regionálních center AISA a v 6000 vesnicích z celkových 15 000 se výroba khadi zastavila.

### Khadi v nezávislé Indii
Od nezávislosti Indie v roce 1947 měla rozhodující vliv na vývoj khadi státní instituce Khadi and Villge Industries Commision (KVIC), formálním majitelem KVIC je Ministry of Micro, Small and Medium Enterprises Indické republiky.
Od roku 1956 pracují výrobci khadi pro KVIC na bázi franšízingu, tzn že dostávají k dispozici nástroje k předení (nebo i ke tkaní) a surovinu a odvádějí přízi nebo tkaninu za pevnou cenu, prodej výrobků obstarává KVIC.
V rámci snah o racionalizaci výroby příze byl v roce 1949 představen stroj ambar charkha, ručně poháněný prstencový dopřádací stroj se 4 vřeteny, s výkonem asi 0,5 kg příze za 8 hodin (čtyřnásobek oproti kolovratu). Alternativně byly konstruovány stroje s jedním vřetenem poháněné šlapáním na pedál.
Pro výrobu potřebného přástu byla projektována „mykací jednotka“: mykání, posukování a tvorba přástu. Cena spolu dopřádací jednotkou = 130 rupií, výkon 6100–12 200 m příze/8 hodin. Zařízení mohlo (teoreticky) produkovat celodenně a zaměstnávat celou rodinu, která tak mohla být soběstačná s výdělkem až 900 rupií za rok.
V roce 1955 byla plánována instalace 2,5 milionu těchto strojů (v cca 10 000 vesnicích), do roku 1957 jich bylo v provozu asi 75 000. Plány s modernizací výroby měly mnoho odpůrců. Ti se odvolávali zejména na ideologii khadi science, které to údajně odporovalo.
Podle plánu KVIC z roku 1969 však mělo být nově instalováno 200 000 šestivřetenových „nových charkhas“ (miniaturní prstencové dopřádací stroje), které vyrobí přízi pro výrobu cca 28 milionů m² khadi (spolu s dosavadními 50 milionů m² ročně).

### Khadi v 21. století
Od posledních let 20. století se KVCI zaměřil na rozšíření výrobního sortimentu a marketing (80 nových druhů, módní přehlídky). Khadi se vyráběla v 27 třídách, z toho mělo být 10 s chráněnou obchodní značkou. V roce 2008 byla založena společnost pro podporu exportu khadi (khadi se však podílí na indickém exportu textilií jen s asi 0,2 %).
Výroba a prodej příze a tkanin byla v 1. dekádě organizována 2000 středisky, KVIC disponovala 7500 vlastními prodejnami hotového zboží. Ve výrobě bylo zaměstnáno asi 880 tisíc lidí, z toho z 80 % přadleny, 12 % tkalci a 8 % lidí v úpravnách a zušlechťovnách. V tomto období byla zaznamenána roční výroba 70 až 80 milionů m² tkanin.
Dopřádání (ze strojově vyrobeného přástu) se provádělo z 80 % na ručně poháněných prstencových strojích, 3 % z nich poháněných elektromotory a 17 % na kolovratech charkha. Tkalcovské stavy byly z 75 % vybaveny pedálovým ovládáním listů, 25 % bylo (se zastaralým) ručním pohonem.
Vedle výroby tkanin podléhá KVCI řada sektorů netextilní vesnické malovýroby (kosmetika, předměty osobní hygieny, potraviny aj). Výrobky všech sektorů se prodávají pod společnou obchodní značkou Khadi India. V roce 2022 se zabývalo výrobou příze a tkanin asi 0,5 milionu vesničanů, zboží se prodalo v maloobchodě za (v přepočtu) 556 milionů €. Netextilní sektory zaměstnávaly asi 15 milionů lidí a jejich maloobchodní obrat dosáhl cca 12 miliard €.

## Galerie

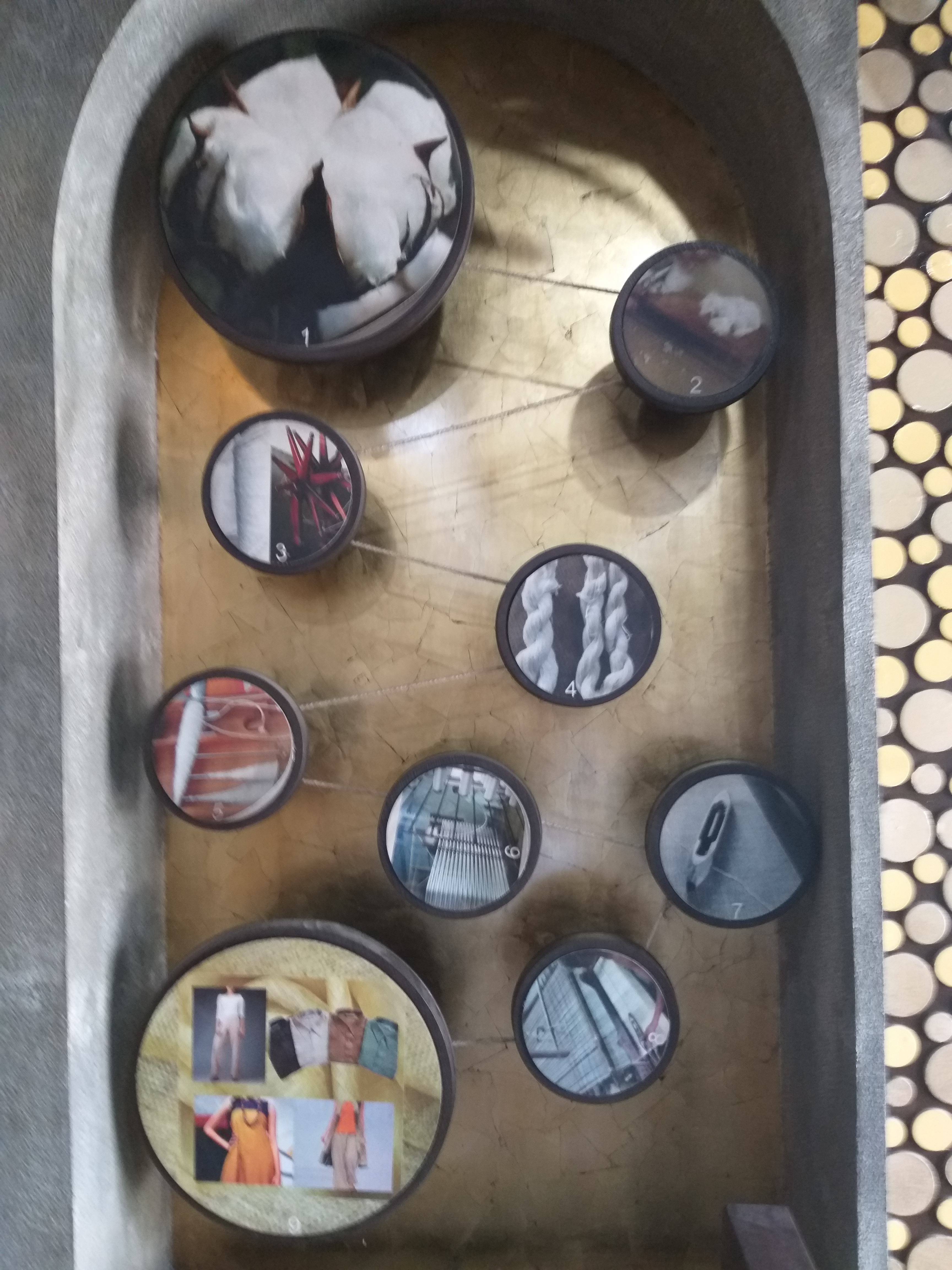
Schéma výroby khadi
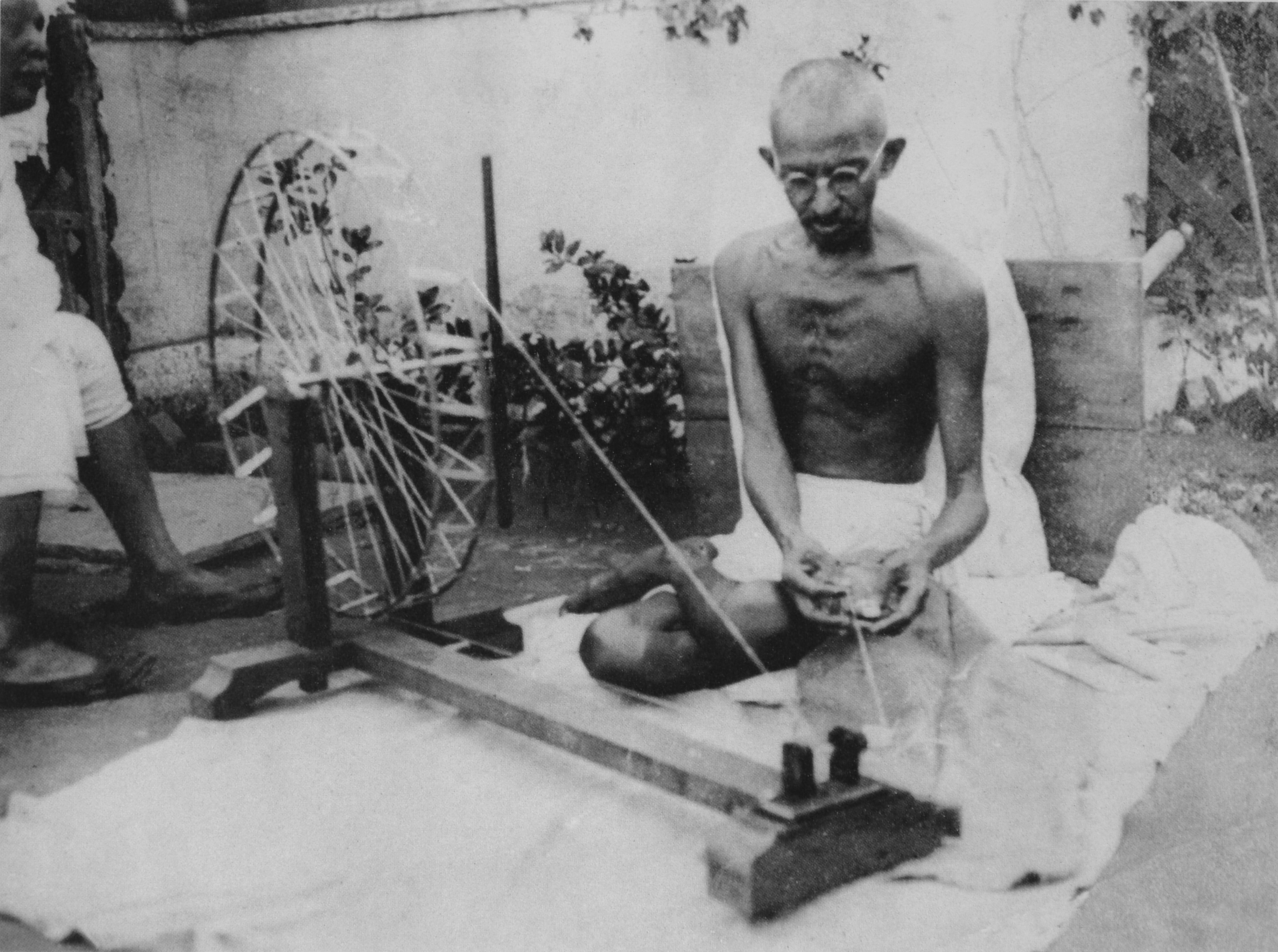
Gándhí přede na kolovratu charkha (ve 20. letech 20. století)
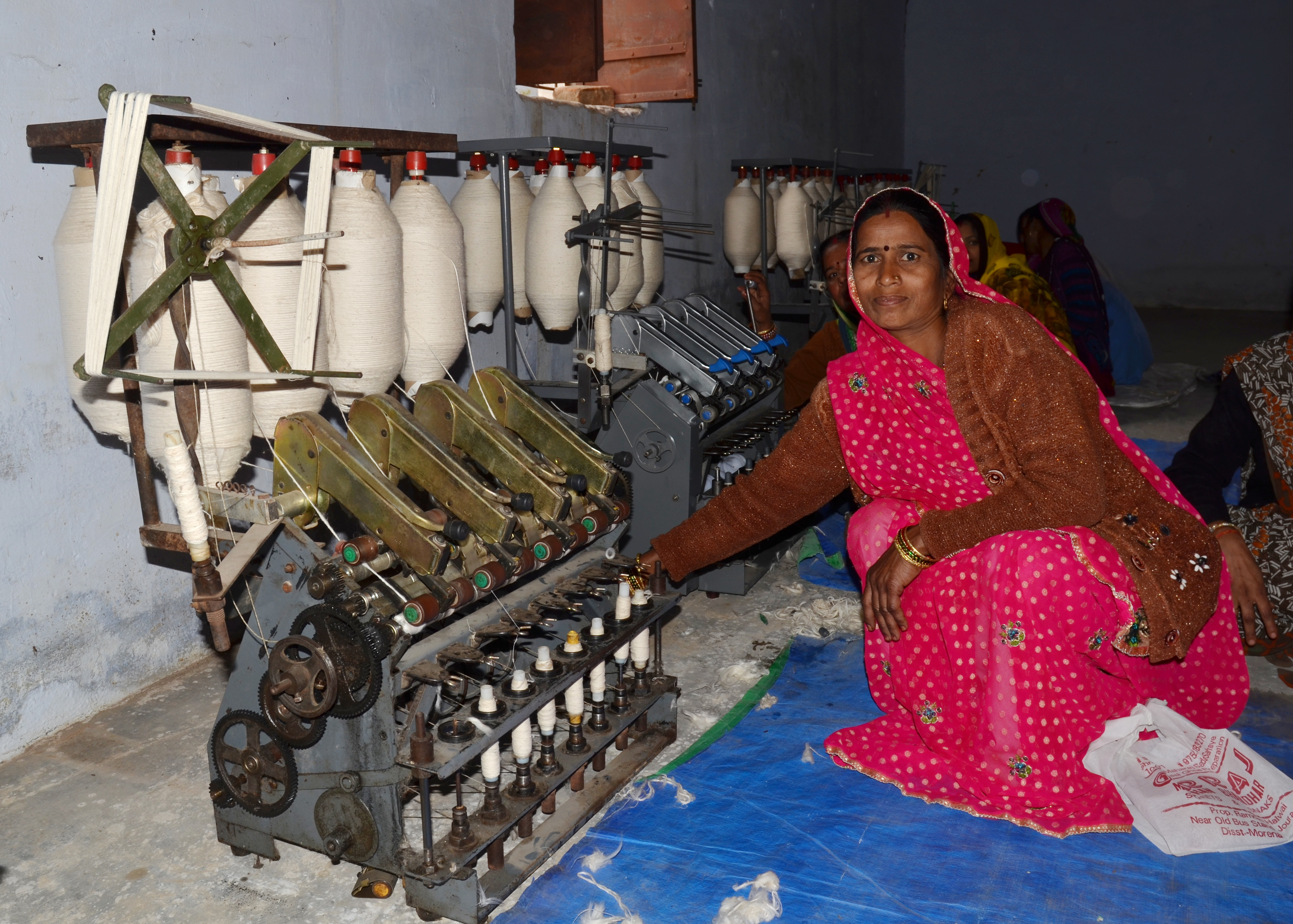
Osmivřetenová ambar charkha (2017)
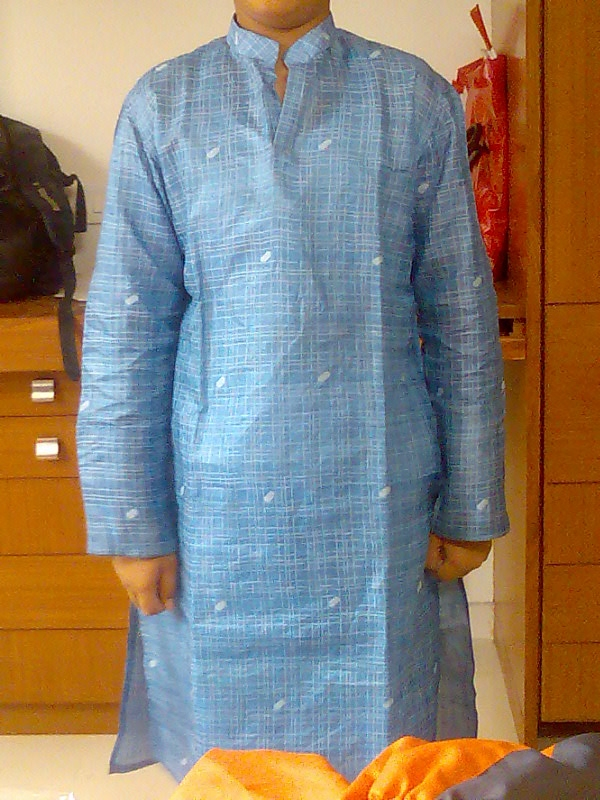
Tradiční košile kurta (2007)
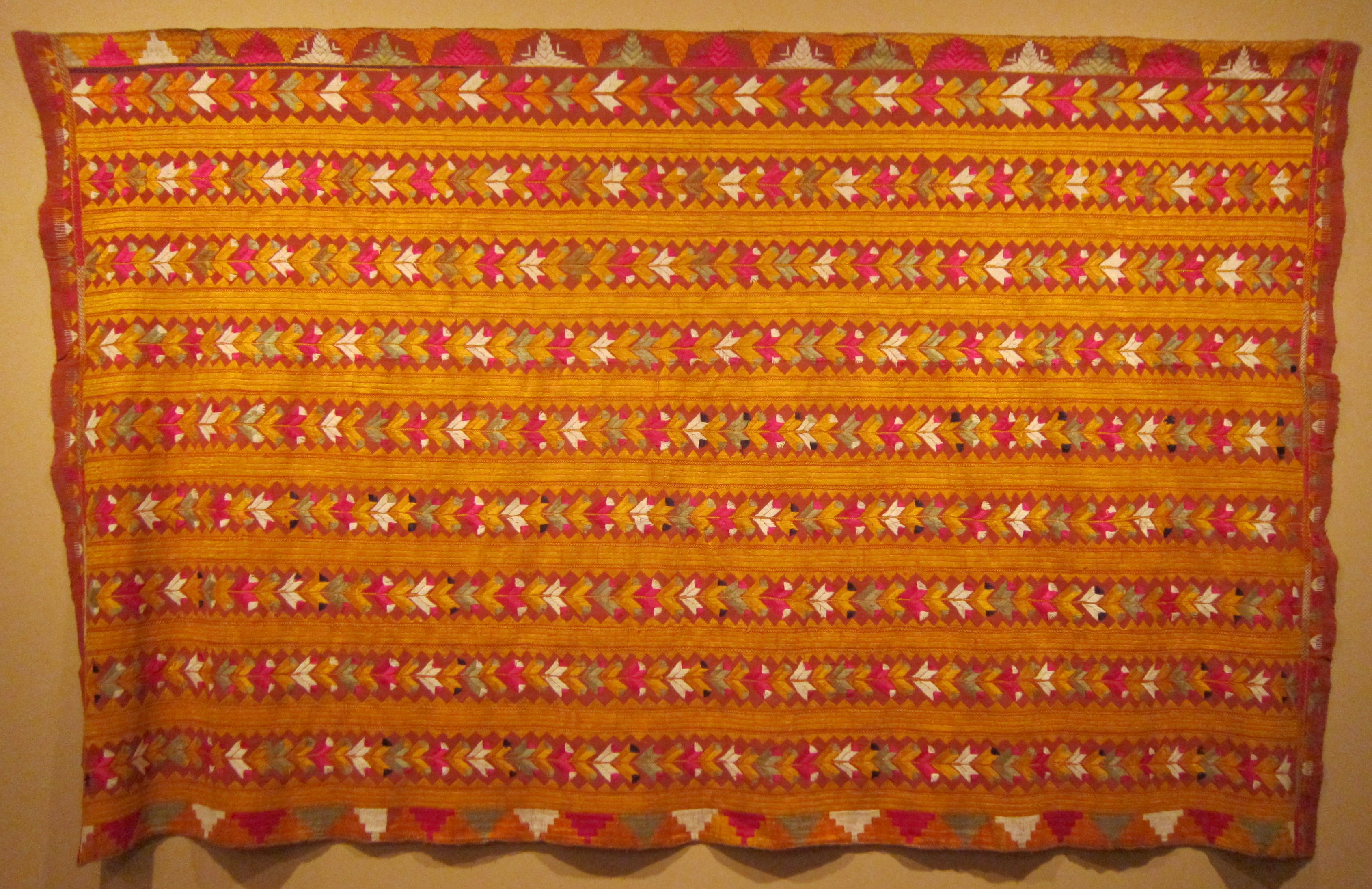
Hedvábný khadi šál s výšivkou z 20. století (muzeum v Honolulu 2013)
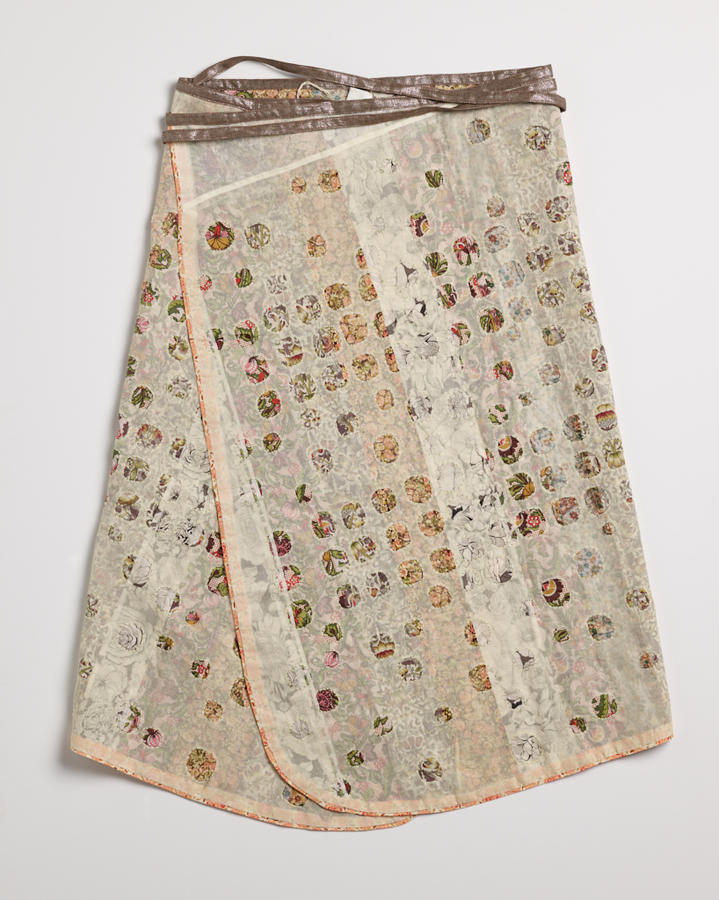
Potištěné khadi s výšivkou (2008)